# Премія Руссів
Пре́мія Фрі́ца та Доло́рес Ру́ссів (англ. Fritz J. and Dolores H. Russ Prize) або скорочено — Пре́мія Ру́ссів (англ. Russ Prize) — американська національна і міжнародна нагорода заснована Національною інженерною академією США у жовтні 1999 у місті Ейтенз (штат Огайо). Названа на честь Фріца Русса, засновника Лабораторій системних досліджень (англ. Systems Research Laboratories), і його дружини Долорес Русс, прихильниці і благодійниці інженерної галузі, як знак визнання їхніх заслуг у галузі біоінженерії, що «зробили значний вплив на суспільство та сприяли покращенню умов життя людини шляхом широкого використання». Нагороду було започатковано за ініціативою Університету Огайо у знак пам'яті про Фріца Русса, одного з його випускників
Перше нагородження відбулось у 2001, лауреатами стали Ерл Баккен та Вілсон Грейтбатч. Премію присуджують щодвароки (у непарні роки). У 2003—2011 роках кожного разу визначався один переможець для вручення нагороди. Більше переможців почали визначати з 2013. Першими не американськими лауреатами премії Руссів були три з п'яти переможців, відзначених у 2015.
Лауреатами премії можуть стати лише живі особи. Той, хто був відзначений Премією Чарлза Старка Дрейпера також не може претендувати на Премію Руссів. Премію можуть присуджувати як членам, так і не членам Національної інженерної академії з усього світу.
Лауреатів оголошують протягом Національного інженерного тижня у лютому. Розмір премії становить US$500,000, також вручають золоту медаль і рукописний сертифікат.
Премію Руссів, Премію Гордона  і Премію Дрейпера, якими нагороджує Національна інженерна академія США, разом, часто називають «Нобелівськими преміями в галузі інженерії».

## Лауреати

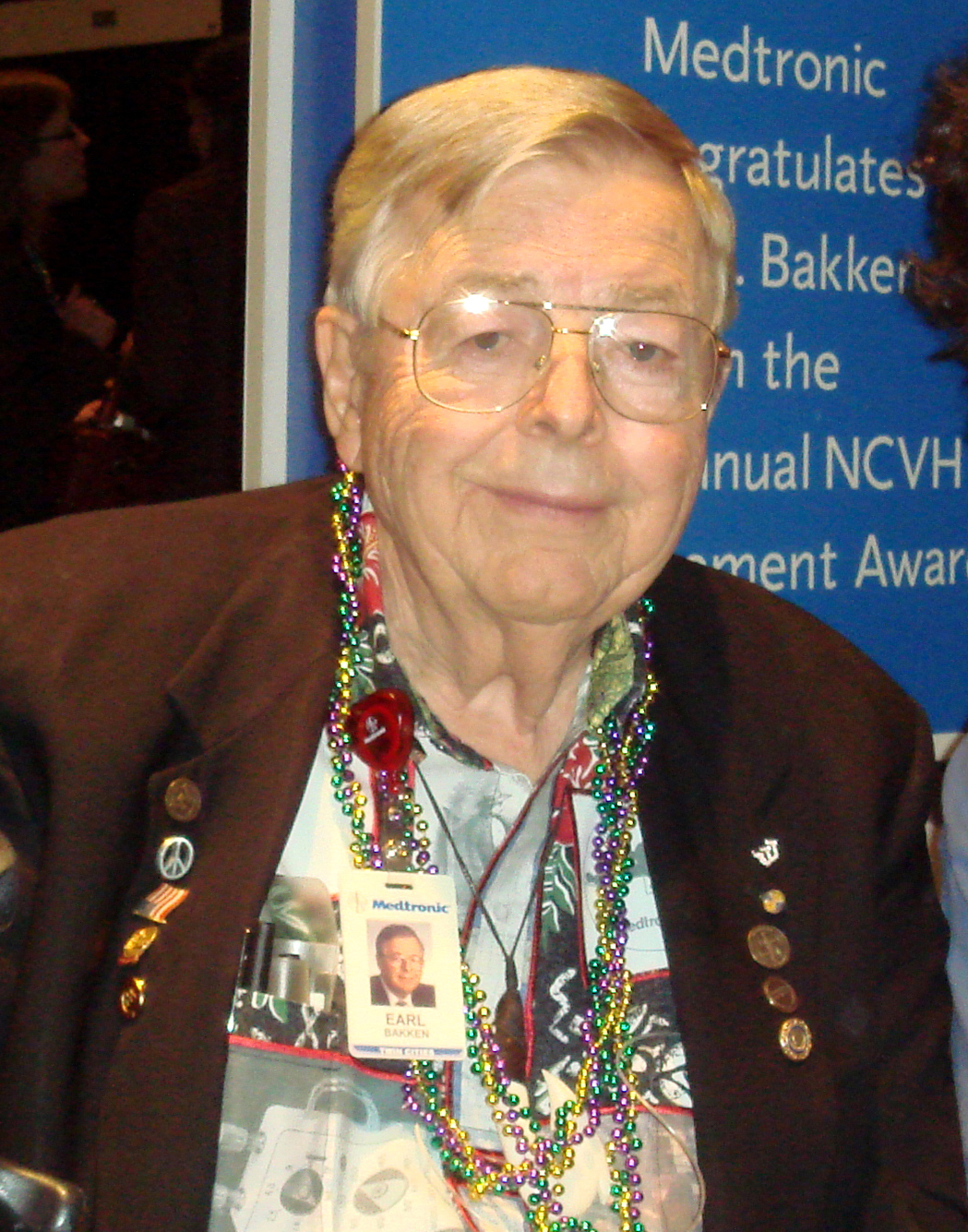
перший лауреат (разом з Вілсоном Грейтбатчем) Премії Руссів

| Рік  | Лауреат(и)                                                                                  | Громадянство           | Обґрунтування нагороди | Примітки |
| ---- | ------------------------------------------------------------------------------------------- | ---------------------- | --- | -------- |
| 2001 | Ерл Баккен та Вілсон Грейтбатч                                                              | США                    | «за незалежний внесок у розвиток конструкції імплантованого кардіостимулятора» Оригінальний текст (англ.) [«for their independent development of the implantable cardiac pacemaker»] Помилка: {{Lang}}: не вказано код мови (допомога) | [ 8 ]    |
| 2003 | Віллем Йоган Колфф                                                                          | США                    | «за піонерську роботу в області створення штучних органів, починаючи зі штучної нирки, що започаткувала нову галузь, яка покращила життя мільйонам» Оригінальний текст (англ.) [«for his pioneering work on artificial organs, beginning with the artificial kidney, thus launching a new field that is benefiting the lives of millions»] Помилка: {{Lang}}: не вказано код мови (допомога)                                                           | [ 8 ]    |
| 2005 | Леланд Кларк                                                                                | США                    | «за біоінженерію на основі мембранних датчиків в медичних, харчових та екологічних сферах» Оригінальний текст (англ.) [«for bioengineering membrane-based sensors in medical, food, and environmental applications»] Помилка: {{Lang}}: не вказано код мови (допомога) | [ 8 ]    |
| 2007 | Юань-Ченг Фунг                                                                              | США                    | «за характеристику та моделювання механіки та функції тканин людини, що ведуть до запобігання та пом'якшення травми» Оригінальний текст (англ.) [«for the characterization and modeling of human tissue mechanics and function leading to prevention and mitigation of trauma»] Помилка: {{Lang}}: не вказано код мови (допомога) | [ 8 ]    |
| 2009 | Ельмер Гаден                                                                                | США                    | «за впровадження новаторської інженерії та комерціалізації біологічних систем для широкомасштабного виготовлення антибіотиків та інших препаратів» Оригінальний текст (англ.) [«for pioneering the engineering and commercialization of biological systems for large-scale manufacturing of antibiotics and other drugs»] Помилка: {{Lang}}: не вказано код мови (допомога)                                                                            | [ 8 ]    |
| 2011 | Лерой Гуд                                                                                   | США                    | «за автоматизацію секвенування ДНК, що внесло революційні зміни у біомедицину та криміналістику» Оригінальний текст (англ.) [«for automating DNA sequencing that revolutionized biomedicine and forensic science»] Помилка: {{Lang}}: не вказано код мови (допомога) | [ 8 ]    |
| 2013 | Самуель Блум, Рангасвамі Шрінівасан і Джеймс Вінн                                           | США                    | «за розвиток технології лазерної абляції у медицині, що уможливила проведення лазерної корекції зору LASIK та фоторефракційної кератектомії у хірургії очей» Оригінальний текст (англ.) [«for the development of laser ablative decomposition, enabling LASIK and PRK eye surgery»] Помилка: {{Lang}}: не вказано код мови (допомога) | [ 8 ]    |
| 2015 | Грейм Кларк, Ервін Гохмайр, Інгеборг Гохмайр, Майкл Мерценіх Блейк Вілсон                   | Австралія, Австрія США | «за створення інженерії кохлеарних імплантів, які дозволили глухим чути» Оригінальний текст (англ.) [« for engineering cochlear implants that enable the deaf to hear»] Помилка: {{Lang}}: не вказано код мови (допомога) | [ 8 ]    |
| 2017 | Джеймс Фуджімото, Adolf F. Fercher, Christoph K. Hitzenberger, David Huang, Eric A. Swanson | США Австрія США        | «за оптичну когерентну томографію, використання креативної інженерії при винайденні технології візуалізації, необхідної для запобігання сліпоти й лікування судинних та інших захворювань» Оригінальний текст (англ.) [«for optical coherence tomography, leveraging creative engineering to invent imaging technology essential for preventing blindness and treating vascular and other diseases»] Помилка: {{Lang}}: не вказано код мови (допомога) | [ 8 ]    |
| 2019 | Хуліо Пальмаз, Leonard Pinchuk, Richard A. Schatz, John Simpson, Paul G. Yock               | США                    | «за інновації у медичному устаткуванні, що дозволили мінімально інвазивне лікування ангіопластики пізніх стадій ішемічної хвороби серця» Оригінальний текст (англ.) [«for innovations in medical devices that enable minimally invasive angioplasty treatment of advanced coronary artery disease»] Помилка: {{Lang}}: не вказано код мови (допомога)                                                                                                  | [ 8 ]    |